# Adolphe Yvon
Adolphe Yvon (Eschviller, 30 gennaio 1817 – Parigi, 11 settembre 1893) è stato un pittore francese.
Fu pittore storico, noto per le sue rappresentazioni di battaglie.

## Biografia
Frédéric Adolphe Yvon nacque a Eschviller, una frazione di Volmunster nel dipartimento della Mosella. All'età di 18 anni, trovandosi a Roma, conobbe Horace Vernet, che era allora direttore dell'Accademia di Francia a Villa Medici, e ne sposò la figlia Henriette Edmée (1812-1855), divenendo il genero del celebre artista. Il matrimonio durò venti anni, sino alla morte di Henriette. Rimasto vedovo e senza figli a 38 anni, Adolphe si risposò un anno dopo (luglio 1856) con Eugénie Rambaud, che gli diede un erede: il futuro architetto Maurice Yvon (1857-1911).
Nel 1837, Adolphe Yvon divenne funzionario delle "Acque e foreste" a Dreux, ma questo lavoro non lo interessava affatto. Due anni dopo, infatti, lasciò il posto ed entrò nell'atelier del pittore Paul Delaroche. A fianco di Delaroche Yvon apprese l'arte del ritratto e degli affreschi storici. Dopo cinque anni di studi espose per la prima volta al Salon. Poi, nel 1848, ottenne una medaglia di prima classe e nel 1857 una medaglia d'onore.
La Storia, sia profana che religiosa, gli offrì i soggetti dei suoi primi quadri (La bataille de Koulikovo, eseguita nel 1849 e acquistata nel 1857 dallo zar Alessandro II, Le maréchal Ney soutenant l'arrière-garde de la Grande Armée pendant la retraite de Russie, realizzato nel 1856). Dopo quest'esordio Yvon continuò a rappresentare avvenimenti militari e a dedicarsi alla rappresentazione delle battaglie, come gli episodi principali della Guerra di Crimea, per i quali si recò sul posto nel 1856, o le battaglie combattute dall'esercito francese durante le guerre del Secondo Impero, che lo condussero a partecipare direttamente alla Campagna d'Italia del 1859 (La courtine de Malakoff nel 1859, La bataille de Solférino nel 1861, La bataille de Magenta nel 1863).

Mentre si dedicava a queste opere, Yvon realizzò anche diversi ritratti di personalità francesi dell'epoca. Il quadro Le Prince impérial en enfant de troupe venne repertoriato nel 1855 nella collezione privata di Napoleone III e oggi conservato nel castello di Saint-Cloud.

Anche se le date dei viaggi non sono definite, è certo che Yvon andò spesso in Inghilterra, fermandovisi a lungo, e quasi sempre per delle sue mostre alla Royal Academy. Si recò anche a New York, dove la sua fama di pittore storico e di ritrattista si diffuse: David Karel, citando Blumenthal, ha scritto che Adolphe Yvon è: 
Il suo legame più noto con New York consistette in una prima ordinazione del 1858 da parte di Alexander Turney Stewart (1803-1876) per il quadro allegorico Le génie de l'Amérique, cui Stewart farà seguire nel 1870 una seconda commissione dello stesso quadro, ma in dimensioni monumentali, per la sala da ballo del suo Grand Union Hotel a Saratoga Springs, New York, dove egli abitò sino alla demolizione dell'edificio nel 1952. Un altro grande quadro che gli venne commissionato da Stewart fu La réconciliation du Nord et du Sud, oggi scomparso.
Affermatosi ormai come pittore di battaglie, Adolphe Yvon fu nominato membro dell'"Accademia russa di belle arti" di San Pietroburgo nel 1860. L'anno seguente venne incaricato della realizzazione dei quadri della sala del Consiglio comunale del Municipio di Parigi. Queste tele a tema obbligato furono terminate nel 1865 e per esse Yvon percepì 35.000 franchi. I soggetti erano quattro episodi fondamentali della storia dei Parigi: "Clovis fait de Lutèce la capitale de son royaume", "Philippe II Auguste, avant de partir en Terre sainte, confie à son peuple la tutelle de son fils", "François Ier pose la première pierre de l'Hôtel de ville de Paris", e, al fine di mostrare come l'imperatore fosse il grande continuatore della Storia, "Napoléon III remettant le 16 février 1859 à Monsieur Haussmann, préfet de Seine, le décret d'annexion des communes limitrophes de Paris". Le quattro tele sono andate perdute nell'incendio del Municipio il 23 maggio del 1871, ma ne resta una parziale testimonianza nei disegni preparatori della seconda e della terza, oggi conservati al Museo del Petit Palais.
Nel 1863, Yvon fu nominato professore dell'École des beaux-arts e nel 1867, in collaborazione con il litografo Louis-Emmanuel Soulange-Tessier (1814-1898), pubblicò, per i tipi dell'editrice Hachette, un "Metodo di disegno, ad uso delle scuole e dei licei che comprendano l'insegnamento analitico dell'arte del disegno".
Verso la fine degli anni 1860, Yvon cambiò genere, abbandonando i temi che gli avevano procurato tanto successo, e presentò al Salon del 1870 un'opera allegorica monumentale di 15 metri: Les États-Unis d'Amérique. Ma l'immensa tela non fu ben accolta e raccolse molte critiche negative.

Alla fine della tragica guerra Franco-Prussiana del 1870, con la sconfitta di Sedan da cui derivò l'annessione dell'Alsazia alla Germania, Yvon optò per la nazionalità francese e nel 1871 tornò a dipingere alcuni episodi di quel drammatico conflitto (Le curé de Bazeilles, Charge de Bataille de Frœschwiller-Wœrth Reischoffen). Realizzò anche un quadro commemorativo della guerra anglo-zulù del 1879, durante la quale il Principe imperiale francese, "attaché" dello Stato Maggiore dell'esercito inglese, fu ucciso (opera conservata nel "National Army Museum" di Londra con il titolo La bataille d'Ulundi).

Realizzò infine anche dei quadri orientalisti, fra cui Scène de rue à Constantinople del 1873 e Nell'harem.

Yvon entrò a far parte del Consiglio superiore dell'École des beaux-arts nell'aprile del 1884.
 

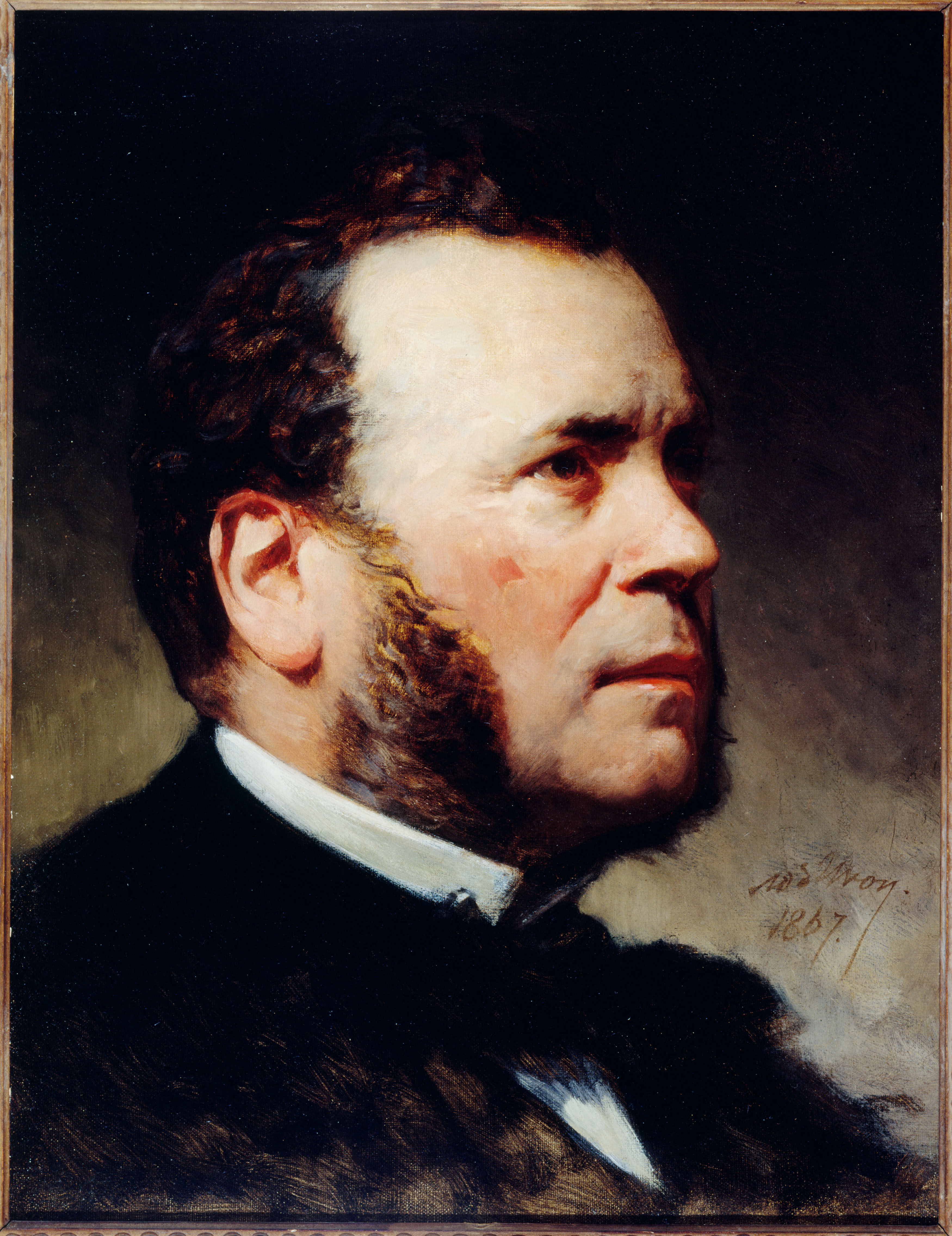
Ritratto di Ferdinand Barrot

Nel 1881, Adolphe Yvon venne nominato docente di "disegno d'imitazione" presso l'École polytechnique, ruolo che egli lascerà nel 1887 per limiti d'età. Il suo insegnamento tornò così al disegno semplice, dal vero. Inserendo il disegno nei concorsi di ammissione (prova che durerà fino al decennio 1960) e privilegiando l'arte rispetto alla geometria, Yvon
Oltre al suo autoritratto, l'immagine di Adolphe Yvon ci giunge da una statuetta caricaturale del 1862, opera di Jean-Pierre Dantan, conservata nel Musée Carnavalet, da una sua fotografia fatta nel 1865 da Robert Jefferson Bingham, nonché da busto in gesso eseguito nel 1883 da Amédée Doublemard, che si trova oggi nel castello di Versailles.

Yvon, assieme a 
Adolphe Yvon morì nel 1893 a settantasei anni. Oggi egli riposa nel cimitero di Auteuil a Parigi.

## Opere

### Musei e collezioni pubbliche

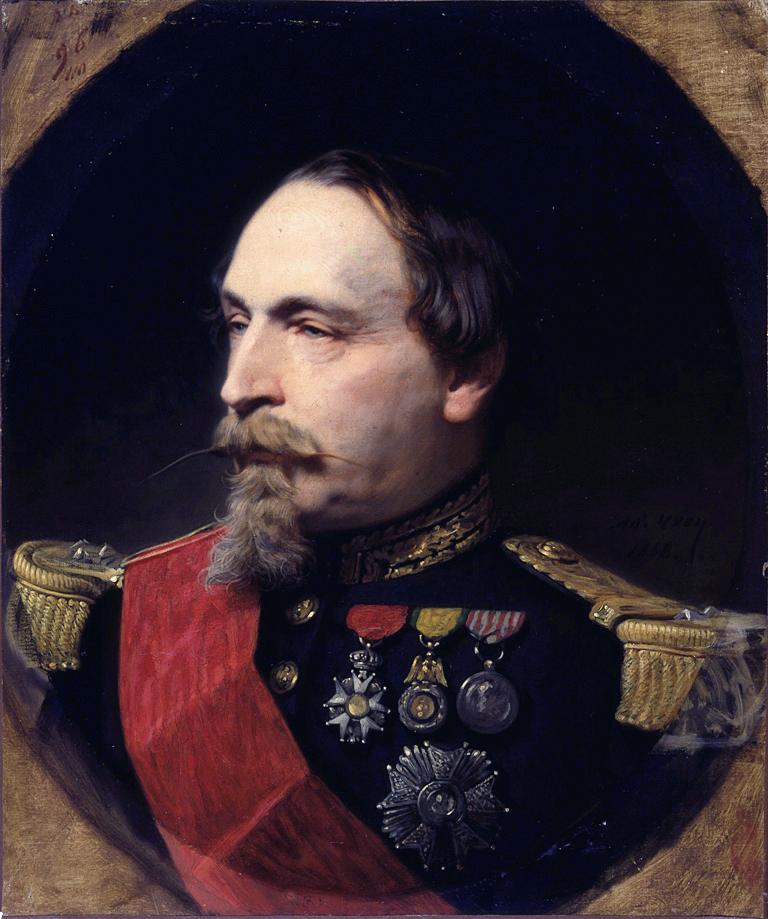
Ritratto di Napoleone III
Walters Art Museum, Baltimora

- "Bonaparte Premier Consul", Palazzo della "Légion d'honneur", salone dei Grandi Cancellieri, Parigi.
- "Georges Eugène Haussmann présente à l'Empereur de plan d'annexion des communes" e  "Portrait du Baron Haussmann", Museo Carnavalet, Parigi[16]
- Fonds de dessins (Donazione Maurice Yvon, 1911), dipartimento di arti grafiche del Louvre.
- Disegni preparatori (c. 1861) per i quadri (oggi distrutti) della Sala del Consiglio municipale del Municipio di Parigi. Museo del Petit Palais, Parigi.
- "Portrait de Francisque Berton dans le rôle du Prince de Condé dans la pièce de Louis-Hyacinthe Bouilhet "La Conjuration d'Amboise" en 1966 au Théâtre de l'Odéon", Teatro dell'Odéon, Parigi[17]
- "Autoportrait", École des beaux-arts, Parigi.
- "Portrait du Général Joseph Vinoy", Palazzo della 'Légion d'honneur', Parigi.
- "Hommage de Niccolò Paganini à Hector Berlioz, lors du concert du 16 décembre 1838", 1884, mediateca della "Cité de la musique", Parigi[18].
- "La bataille de Koulikovo", 1849[19], Mosca (Russia), Palazzo del Cremlino.
- "Le maréchal Ney soutenant l'arrière-garde de la Grande Armée pendant la retraite de Russie", 1856, Manchester Art Gallery[20][21]
- "La courtine de la Tour Malakoff", 1859, Museo di belle arti di Nantes[22]
- "La bataille de Solférino", 1861, e "La bataille de Magenta", 1863, Castello di Compiègne.
- "La gorge de Malakoff" e "La prise de la tour de Malakoff par le Général de Mac-Mahon", Castello di Versailles[23].
- "Le Premier Consul descendant le col du Grand-Saint-Bernard", 1853,  Municipio di Ajaccio[24][25].
- "L'ange déchu", Museo della Picardia, Amiens.
- "Jules César", 1875, Museo di belle arti di Arras.
- "Le président Sadi Carnot", 1888, Museo di belle arti di Digione.
- "Portraits d'hommes", disegni, Museo Thomas-Henryo, Cherbourg-Octeville.
- "Portrait de Fernand Gatineau", Museo d'arte e storia di Dreux.
- "La bataille d'Ulundi", National Army Museum, Londra.[26]
- "Le génie de l'Amérique", 1858 (Provenienza: collezione Alexandre Turney Stewart, New York), Museo d'arte di Saint Louis.
- "Le génie de l'Amérique", 1870. (Provenienza: Grand Union Hotel, Saratoga Springs, New York). Dipartimento dell'Educazione della città di New York.
- "Portrait de Madame Ward McAllister", (1874) e Portrait de Samuel Ward McAllister (1877), New York Historical Society, New York.
- "Portrait de Napoléon III", 1868, Walters Art Museum, Baltimora.[27].

#### Chiese
- Chiesa di "Saint-Nicolas de La Ferté-Vidame". Tre tele fra cui una "Vierge à l'Enfant".

#### Collezioni private
- "Portrait de Prosper Aimé Capitan, aide de camp et ami du Général Trochu". Collezione Louis Jules Trochu.

#### Salon
- 1842 : "Portrait de Madame Ancelot".
- 1844 : "Portrait du Général Maximilien-Georges-Joseph Neumayer" (zio di Adolphe Yvon la cui madre era nata Anne-Marie Neumayer).
- 1845 : "Le Christ chassant les marchands du temple".
- 1846 : "Supplice de Giuda Iscariota aux enfers".
- 1847 : Disegni della Russia.
- 1848 : "La Colère", "La Luxure", "Élégie", "Pastorale", "Danse de paysans russes", "Tartares de Loubianka faisant le thé".
- 1853 : "Le Premier Consul descendant le Mont Saint-Bernard".
- 1855 : "Le Télègue russe", "Le Maréchal Ney à la retraite de Russie", "Les sept péchés capitaux".(Expo del 1855)
- 1857 : "La prise de la tour de Malakoff".
- 1859 : "La gorge de Malakoff" e "La courtine de Malakoff".
- 1861 : "Le portrait du prince impérial".
- 1867 : Esposizione universale del 1867.
- 1870 : "Les États-Unis d'Amérique".

Adolphe Yvon spose anche al Salon della Royal Academy of Arts di Londra fra il 1851 e il 1874. Il quadro "Le Président Sadi Carnot" fu esposto all'Expo del 1893 di Chicago.

#### Retrospettive
- Le pourpre et l'exil (1856-1879), (L'Aiglon e Napoleone III principe imperiale), Castello di Compiègne, novembre 2004 - marzo 2005. N°202 del catalogo: "Le Prince impérial offrant une collation aux enfants de troupe" (collezione privata)[28].
- L'événement, les images comme acteurs de l'histoire, Centro d'arte "Jeu de Paume", Parigi, 2007[29].
- Le mythe de César à Rome, Chiostro del Bramante a Roma, novembre 2008 - maggio 2009[30].
- Portraits peints, portraits gravés, Museo d'arte e storia di Dreux, 2013. Nel catalogo: "Portrait de Fernand Gatineau", olio su tela.

## Critica britannica
(William Michael Rossetti)

## Premi e riconoscimenti
- Cavaliere della "Légion d'honneur" nel 1855
- Ufficiale della "Légion d'honneur" nel 1867
- Medaglia di 1ª classe al Salon del 1848
- Medadlia di 2ª classe all'Expo del 1855
- Medaglia d'onore al Salon del 1857
- Georges-Eugène Haussmann, francobollo disegnato e inciso da René Cottet da un ritratto di Adolphe Yvon, 1952

## Galleria d'immagini

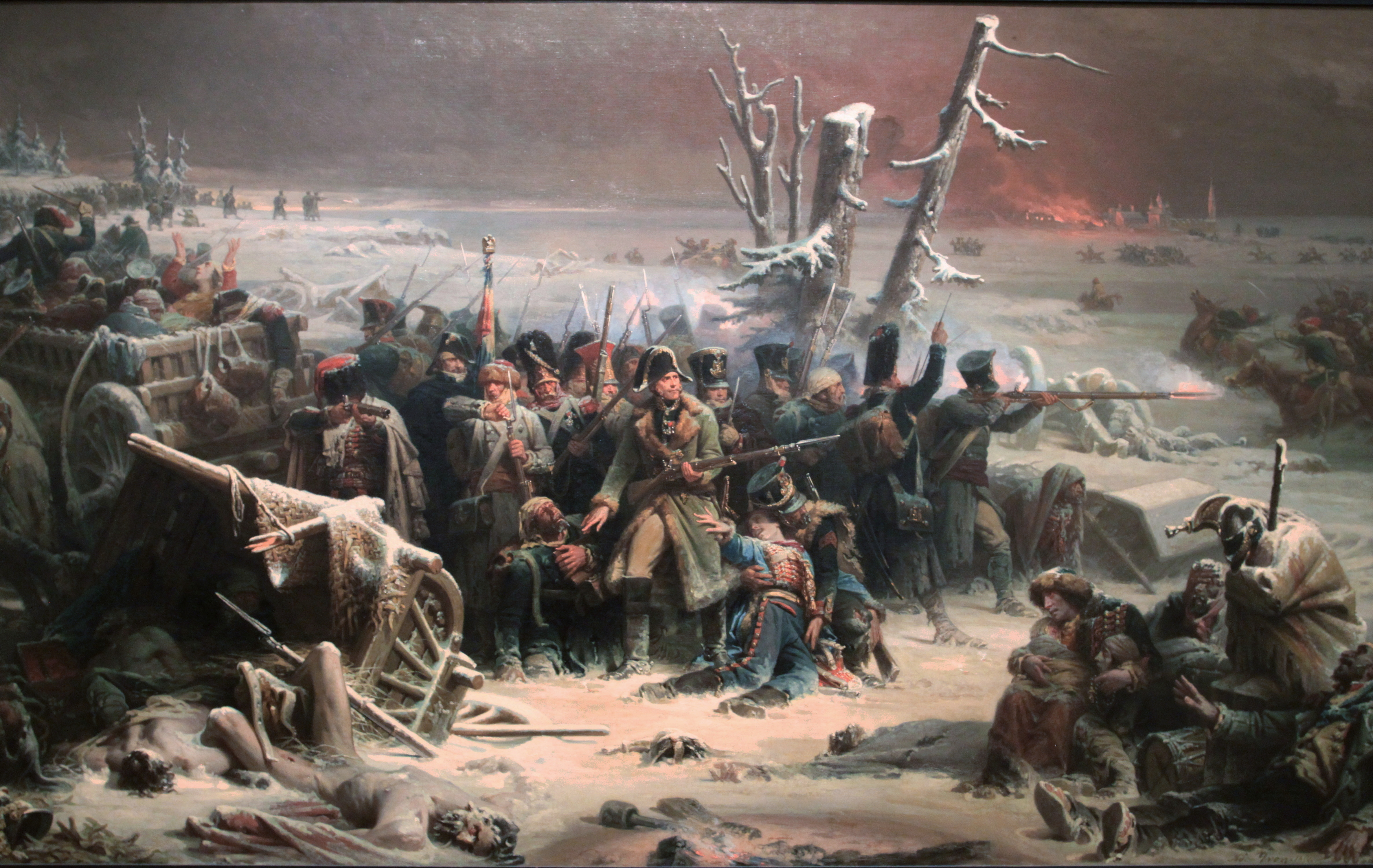
La ritirata del Maresciallo Ney in Russia
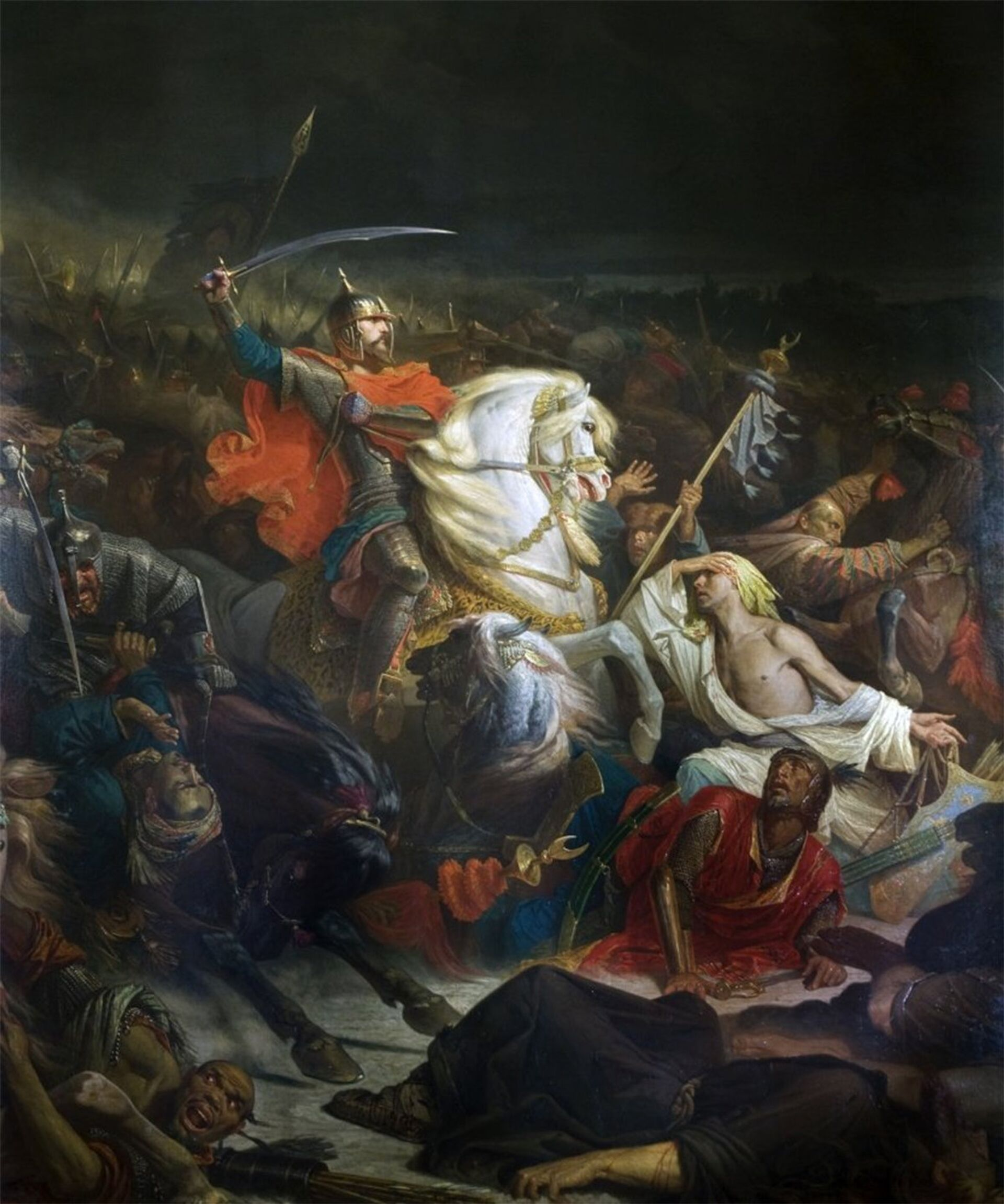
La battaglia di Koulikovo
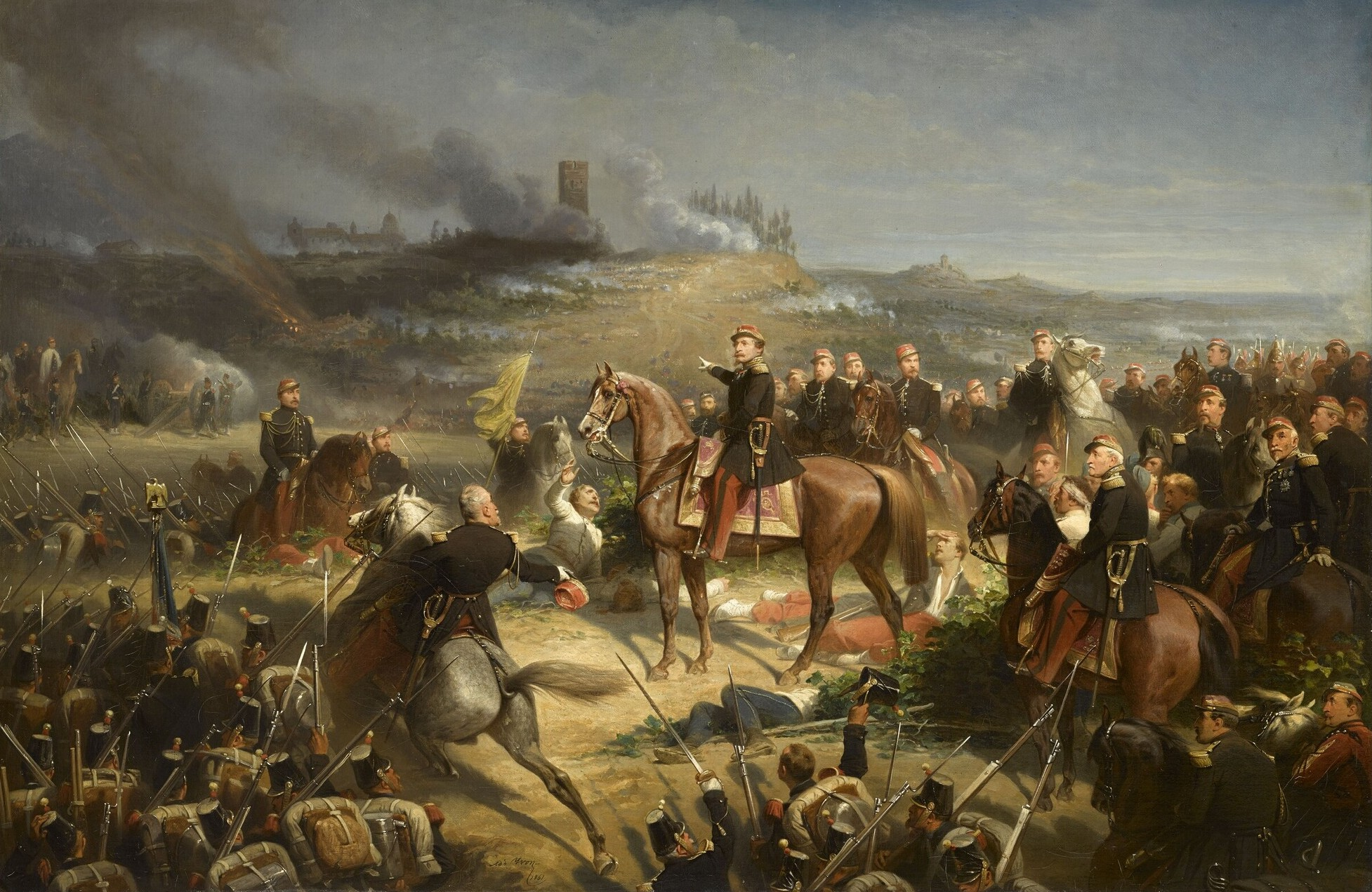
La battaglia di Solferino
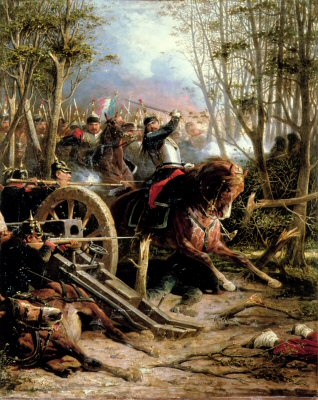
Battaglia di Solferino, un episodio

## Allievi
- Louis-Marie Baader (1828-1920), pittore.
- William Baptiste Baird (1847-1917), pittore americano[33].
- James Carroll Beckwith (1852-1917), pittore.
- Armand Berton (1854-1927), pittore.
- Augustin Feyen-Perrin (1826-1888), fotografo, pittore.
- Guillaume Fouace (1837-1895), pittore.
- Armand-Auguste Fréret (1830-1919), pittore[34].
- Louis Galliac (1849-1934), pittore.
- Jean Geoffroy (1853-1924), pittore.
- Edmond Georges Grandjean (1844-1908), pittore.
- Edmond-Georges Guet (1829-1865), pittore.
- Félix Lacaille (1856-1923), pittore.
- Charles Léandre (1862-1934), caricaturista, litografo, pittore, disegnatore[35].
- Charles Lebayle (1856-1898), pittore.
- Clement Nye Swift (1846-1918), pittore.
- Fernand Pelez (1848-1913), pittore.
- Marcel Rieder (1862-1942), pittore.
- Jean-André Rixens (1846-1925), pittore.
- John Singer Sargent (1856-1925), pittore.
- William Sartrain (1843-1924), pittore.
- Christian Schussele (1824-1879), pittore.
- José Júlio de Sousa Pinto (1856-1939), pittore.
- Paul Tavernier (1852-1943), pittore.
- Julian Alden Weir (1852-1919), pittore.
- Alfred Wordsworth Thompson (1840-1896), pittore.